# 富良野線
富良野線（日语：／ Furano sen */?）是一條連結日本北海道旭川市與富良野市、隸屬於北海道旅客鐵道（JR北海道）的鐵路路線，分別以旭川市的旭川與富良野市的富良野作為起訖。依照JR系統的分級富良野線是地方交通線等級的路線。連結了旭川、美瑛與富良野等地的富良野線除了是北海道境內非常具有代表性的觀光鐵路線之外，由於也途經旭川與其周圍的幾個衛星市鎮，使得富良野線也具有相當程度通勤、通學交通線的作用。

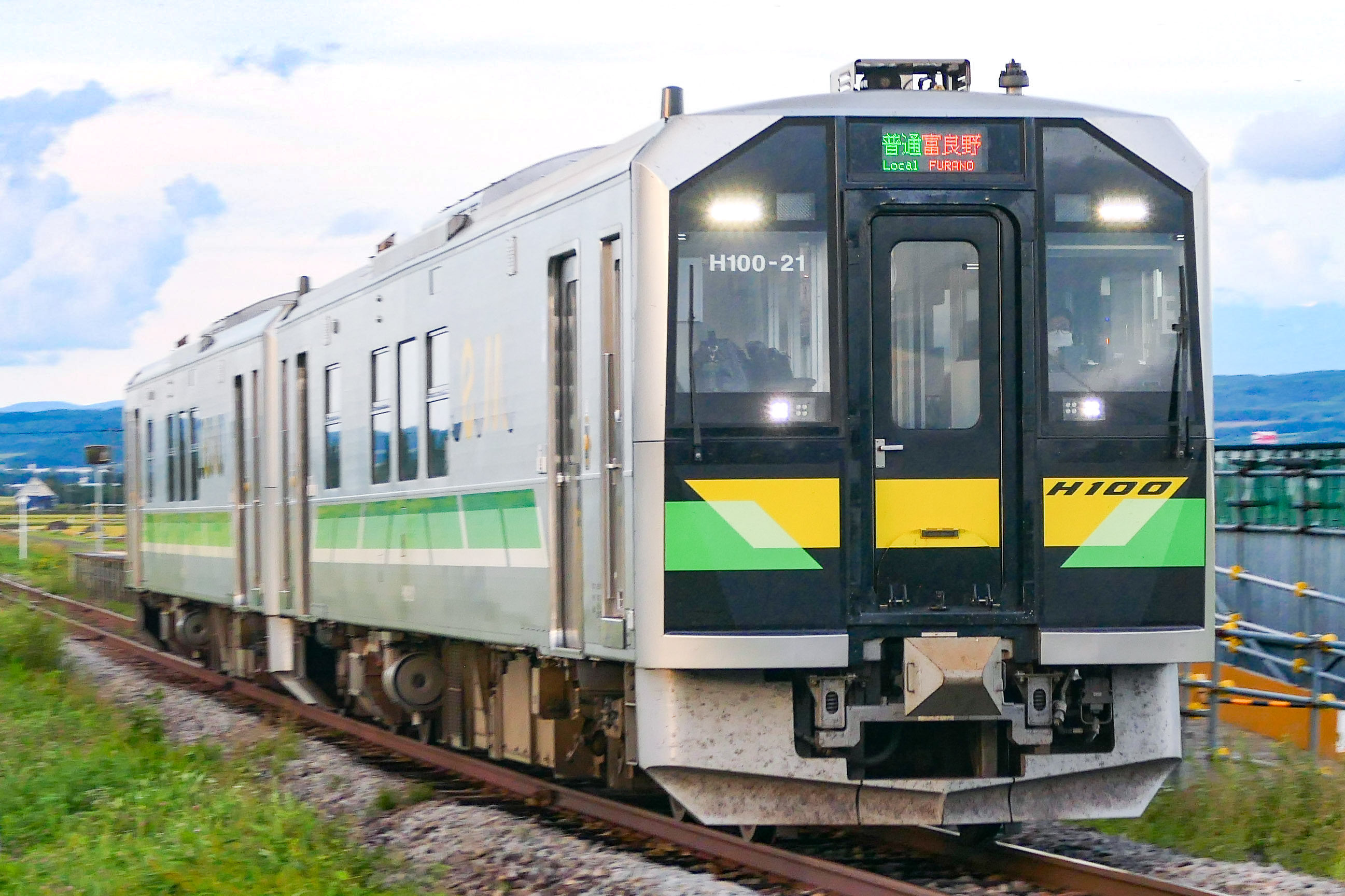
通過薰衣草花田站的H100型柴聯車 (2024年8月)

## 概要
富良野線的起源可以回溯到19世紀末期所修築，連結旭川與釧路兩城的鐵道釧路線，作為釧路線的其中一段，富良野線於1900年時全線開通。1913年時瀧川～下富良野間設置了新的路線，釧路線起點從旭川變更到瀧川，富良野～旭川之間的路段也自原路線分離而出獨立成富良野線。
另外，雖然在路線編制上富良野線是以富良野為起點，以旭川作為終點，但《鐵道要覽》中的記載卻是反過來以旭川作為起點，以富良野為終點。

## 路線資料
- 管轄（事業類別）：北海道旅客鐵道（第一種鐵道事業者）
- 路段（營業距離）：旭川－富良野，54.8公里[1]
- 站數：18個（包括起終點站）
  - 一般車站：1個（富良野）
  - 客運車站：17個（當中有1個臨時站）
  - 貨運車站：0個
  - 信號場：0個
    - 若只限編制上屬於富良野線的車站，則需排除分別屬於函館本線的旭川與屬於根室本線的富良野兩個起訖車站，成為16個客運車站（包含一個臨時車站）
- 軌距：1,067毫米（窄軌）
- 複線路段：沒有（全線單線）[1]
- 電氣化路段：沒有（全線非電氣化（日语：非電化））[1]
- 閉塞方式：特殊自動閉塞式（軌道回路檢知式）
- 可會車車站：6個（西神樂、千代岡、美瑛、美馬牛、上富良野、中富良野）
- 最大坡度：28.6 ‰（美瑛－美馬牛）
- 最高速度：85公里/小時

除富良野的站區內是由本社鐵道事業本部直轄外，全線都屬旭川支社的管轄範圍，該站下行方向的場內號誌處是JR北海道本部與旭川支社之間的支社邊界。

## 車輛與列車
富良野線上所行駛的列車大都屬单人駕駛的普通列車等級，包括只行駛於旭川～美瑛之間的區間通勤列車，以及行駛至終點站富良野的直通列車。過去旭川 - 帶廣之間，每天有一往返的快速列車「狩勝」會駛出富良野線的範圍，並且在富良野至帶廣間，屬於根室本線一部份的路段上行駛，該列車於富良野線區間為普通列車。
2016年8月由於熱帶風暴蒲公英與獅子山破壞，根室本線東鹿越 - 新得停運，狩勝運行中斷，富良野線狩勝僅運行旭川 - 東鹿越。2018年4月20日富良野線狩勝號停止運行。

## 使用車輛

### 現在使用車輛
- 柴油列車
  - H100形

近年來為了發展富良野沿線的觀光業，JR北海道開始在每年夏季、薰衣草開花的時節，推出包括觀光小火車「富良野、美瑛諾羅科號」在內的特殊臨時列車。

### 過去使用車輛
- KiHa40形
- KiHa54形
- KiHa150形

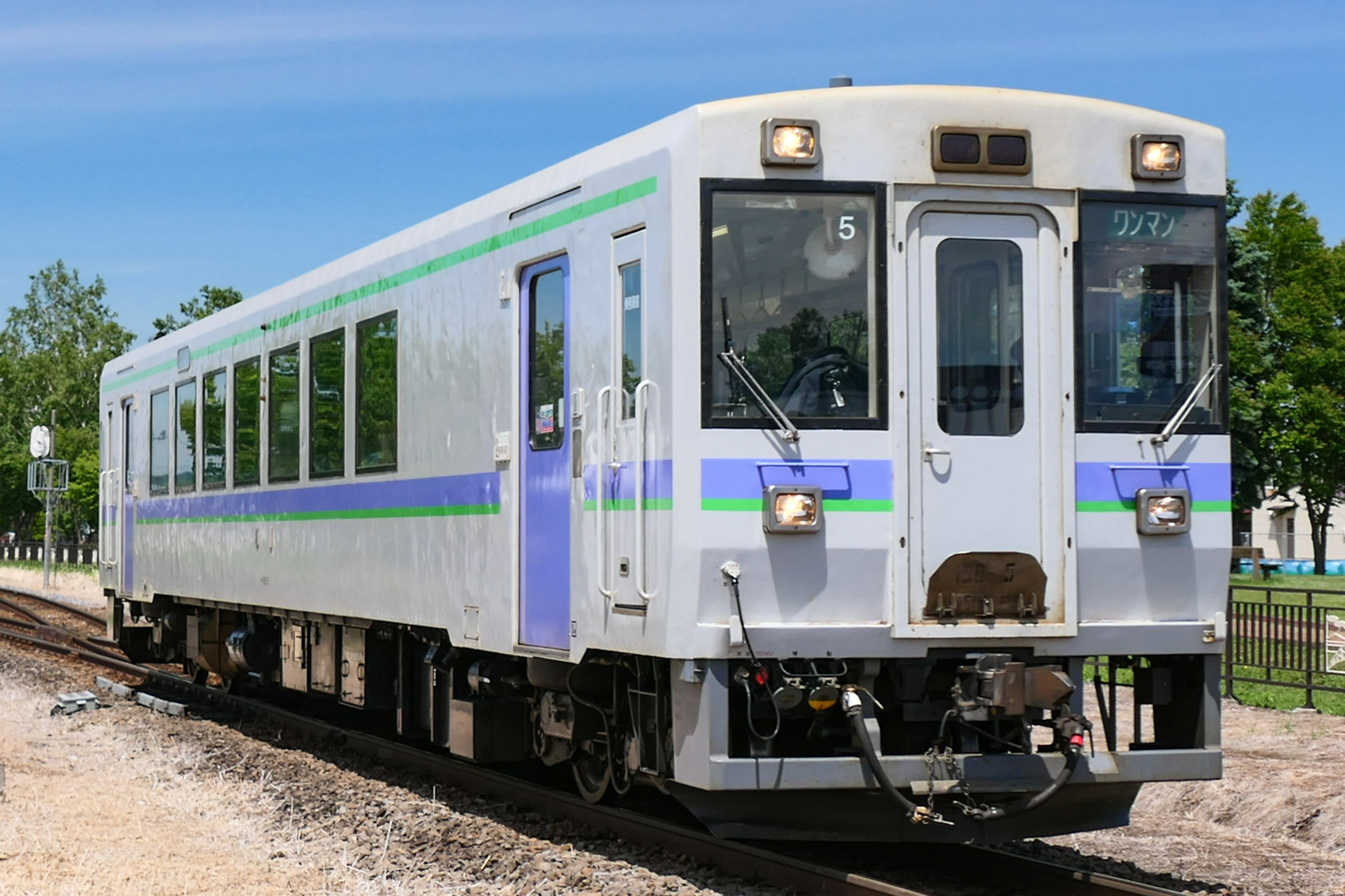
KiHa150形（2022年6月 上富良野站 - 西中站）

## 歷史
富良野線起初是北海道官設鐵道為了連結旭川與釧路兩個分別位於道央與道東的主要城市而修築的幹線鐵道（十勝線、釧路線，今根室本線）之一部分，1899年9月1日北海道官設鐵道十勝線旭川 - 美瑛開業，旭川至下富良野（現在的富良野站）間則是在1900年（明治33年）8月1日時完全通車，屬十勝線的一部分。1907年9月8日狩勝隧道開通，旭川 - 釧路全通，十勝線與釧路線統合為釧路線。1913年（大正2年）11月10日瀧川至下富良野間新線開通，釧路線起點改為瀧川站，並改稱釧路本線，旭川－下富良野分離為富良野線。
1958年走函館站至釧路站的準急列車被命名為狩勝號，1961年狩勝升格為急行列車，行走區間改為札幌站至釧路站，1962年增開一班經過富良野線的班次，成為富良野線歷史上唯一定期優等列車。1980年經過富良野線的班次停駛，1982年重新營運，但在富良野線為普通列車，1990年狩勝降格為快速列車，富良野線再無定期優等列車。
- 1899年（明治32年）9月1日 - 旭川～美瑛之間的北海道官設鐵道開始營運，新設邊別與美瑛兩站。
- 1899年（明治32年）11月15日 - 路線自美瑛延伸至上富良野，並新設上富良野車站。
- 1900年（明治33年）8月1日 - 路線自上富良野延伸至下富良野，並新設中富良野與下富良野兩站。
- 1905年（明治38年）4月1日 - 營運移交給官設鐵道。
- 1909年（明治42年）10月12日 - 官設鐵道改制為國有鐵道，並將原本旭川～釧路間的北海道官設鐵道更名為釧路線。
- 1913年（大正2年）12月10日 - 瀧川～下富良野間的新線開通，原下富良野～旭川間的路線分離而出並定名為富良野線。
- 1926年（大正15年）5月24日 - 十勝岳火山爆發，產生的大量泥流將富良野線的路盤與沿線橋樑淹沒，導致美瑛～上富良野間的路段長期無法營運。
- 1926年（大正15年）9月10日 - 新設美馬牛車站，而隔鄰的美瑛車站則仍因泥流破壞之故無法通車。
- 1936年（昭和11年）9月10日 - 新設千代岡車站（千代ヶ岡駅）。
- 1942年（昭和17年）4月1日 - 原本的下富良野車站改名為富良野車站。
- 1942年（昭和17年）10月1日 - 原本的邊別車站改名為西神樂車站。
- 1958年（昭和33年）3月25日 - 新設學田、鹿討、西中、北美瑛、西聖和、西瑞穗、西御料、神樂岡等八個車站。
- 1987年（昭和62年）4月1日 - 國鐵分割民營化，富良野線的營運由北海道旅客鐵道繼承，並同時廢除富良野全線的貨運服務。
- 1992年（平成4年）4月1日 - 美馬牛、千代岡、西瑞穗、西御料等幾個較小的車站取消了原本由他站派人代管的簡易委託制，正式改為無人車站。
- 1996年（平成8年）9月1日 - 新設綠丘車站（緑が丘駅） 。
- 1999年（平成11年）6月11日 - 新設只有在夏季時才搭造的臨時車站薰衣草花田車站（ラベンダー畑駅）。
- 2007年（平成19年）10月1日 - 富良野線所有車站都設置了車站編號。

## 車站列表
全線都設有車站編號，但此處不按車站編號順序，而是以旭川起往下行方向記述。車站編號的詳細資料參見「日本車站編號」。
- （臨）：臨時車站
- 停靠（定期列車的所有列車都是普通列車） … ●：所有列車停靠，◆：一部分列車通過（上下行皆然），▲：往旭川的一部分列車通過，※：只限營業期間中的日間時間帶停靠
- 軌道（全線單線） … ◇、∨、∧：可列車交會，｜：不可列車交會
- 所有車站都位於北海道上川管內

| 車站編號 | 中文站名         | 日文站名 | 英文站名 | 站間營業距離 | 累計營業距離 | 停靠 | 接續路線                                     | 軌道 | 所在地   | 所在地     |
| -------- | ---------------- | -------- | -------- | ------------ | ------------ | ---- | -------------------------------------------- | ---- | -------- | ---------- |
| A28      | 旭川             |          |          | -            | 0.0          | ●    | 北海道旅客鐵道：函館本線、宗谷本線、石北本線 | ∨    | 旭川市   | 旭川市     |
| F29      | 神樂岡           |          |          | 2.4          | 2.4          | ●    |                                              | ｜   | 旭川市   | 旭川市     |
| F30      | 綠丘             |          |          | 1.6          | 4.0          | ●    |                                              | ｜   | 旭川市   | 旭川市     |
| F31      | 西御料           |          |          | 1.2          | 5.2          | ●    |                                              | ｜   | 旭川市   | 旭川市     |
| F32      | 西瑞穗           |          |          | 2.2          | 7.4          | ▲    |                                              | ｜   | 旭川市   | 旭川市     |
| F33      | 西神樂           |          |          | 2.5          | 9.9          | ●    |                                              | ◇    | 旭川市   | 旭川市     |
| F34      | 西聖和           |          |          | 2.4          | 12.3         | ▲    |                                              | ｜   | 旭川市   | 旭川市     |
| F35      | 千代岡           |          |          | 4.3          | 16.6         | ●    |                                              | ◇    | 旭川市   | 旭川市     |
| F36      | 北美瑛           |          |          | 3.7          | 20.3         | ▲    |                                              | ｜   | 上川郡   | 美瑛町     |
| F37      | 美瑛             |          |          | 3.5          | 23.8         | ●    |                                              | ◇    | 上川郡   | 美瑛町     |
| F38      | 美馬牛           |          |          | 6.8          | 30.6         | ●    |                                              | ◇    | 上川郡   | 美瑛町     |
| F39      | 上富良野         |          |          | 9.1          | 39.7         | ●    |                                              | ◇    | 空知郡   | 上富良野町 |
| F40      | 西中             |          |          | 4.5          | 44.2         | ◆    |                                              | ｜   | 空知郡   | 中富良野町 |
| F41      | （臨）薰衣草花田 |          |          | 1.6          | 45.8         | ※    |                                              | ｜   | 空知郡   | 中富良野町 |
| F42      | 中富良野         |          |          | 1.5          | 47.3         | ●    |                                              | ◇    | 空知郡   | 中富良野町 |
| F43      | 鹿討             |          |          | 2.4          | 49.7         | ◆    |                                              | ｜   | 空知郡   | 中富良野町 |
| F44      | 學田             |          |          | 2.8          | 52.5         | ◆    |                                              | ｜   | 富良野市 | 富良野市   |
| T30      | 富良野           |          |          | 2.3          | 54.8         | ●    | 北海道旅客鐵道：根室本線                     | ∧    | 富良野市 | 富良野市   |

1. ↑  石北本線的正式起點是宗谷本線新旭川站，但旅客列車的運行系統上直通至旭川站。

## 外部連結
- （日語）富良野線時刻表 （页面存档备份，存于）（JR北海道）
- .  (JR北海道旭川支社).   [2016-09-11]. （原始内容存档于2016-09-25） （日语）.
- . 列車介紹 (JR北海道).   [2016-09-11]. （原始内容存档于2022-04-29） （日语）.